# روبرت إيبرل
روبرت إيبرل (بالألمانية: Robert Eberle)‏ هو رسام ألماني، ولد في 22 يوليو 1815 في ميرسبورغ في ألمانيا، وتوفي في 19 سبتمبر 1860 في إبيرفينغ في ألمانيا.